# Alonso Briceño (conquistador)
Alonso Briceño (Benavente, España ¿1506? - ?) conquistador español. Participó en la conquista de Nicaragua y en la del Perú. Fue uno de los Trece de la Fama, es decir, uno de los trece soldados españoles que no quisieron abandonar a Francisco Pizarro en la isla del Gallo.

## Biografía
Afirmaba ser hijodalgo y sabía firmar. Aún no cumplía los veinte años de edad, cuando pasó a América a probar fortuna. Sirvió en Nicaragua, a órdenes de Luis Maza, pasando luego a Panamá. Allí se alistó bajo las órdenes de Francisco Pizarro, participando en los viajes que dicho capitán emprendió hacia el Sur, los mismos que darían por resultado el descubrimiento del Imperio de los incas. 
Ninguna de las crónicas lo menciona en el Primer Viaje de Pizarro, aunque él siempre aseguró que estuvo con dicho jefe desde el inicio de sus expediciones, como peón de infantería. 
Es en el Segundo Viaje cuando recién tenemos constancia de su actuación, siendo mencionado en el pueblo de las Barbacoas, como uno de los soldados que subieron a las copas de los árboles, donde los indígenas tenían sus chozas y sus depósitos de maíz (1526). 
Posteriormente, estuvo en la Isla del Gallo, cuando el caballero Juan Tafur, por orden del gobernador de Panamá, vino para recoger a los expedicionarios, atendiendo una carta de uno de ellos que se quejaba de las penalidades que demandaba la empresa descubridora. Solo trece soldados se negaron a abandonar a Pizarro, entre ellos Briceño, siendo conocidos desde entonces como los Trece de la Fama. Trasladado a la Isla de la Gorgona y recogido con sus compañeros en el navío pilotado por Bartolomé Ruiz, participó luego en el descubrimiento de Tumbes y en la exploración de las actuales costas peruanas hasta el río Santa. 
Regresó a Panamá, donde pasó una larga temporada. A mediados de 1528 declaró en la probanza de Pedro de Candía y facultó a Cristóbal de Peralta para presentar el interrogatorio de otra información, todo ello destinado a obtener reconocimientos y premios de parte de la Corona, por sus servicios en aras del descubrimiento de nuevas tierras.
En 1529 fue premiado, según lo estipulado en Capitulación de Toledo, con el título de Caballero de Espuela Dorada, otorgado a aquellos Trece de la Fama que ya eran hidalgos (a los que no lo eran se les concedió la hidalguía, que solo era válida en las Indias, mas no en España). Este título le dio mucho renombre y figuración.
En el Tercer Viaje de Pizarro se alistó como hombre de caballería. Estuvo en las escaramuzas de la isla Puná y Tumbes, en la fundación de San Miguel de Tangarará (actual Piura) y en la captura de Atahualpa en Cajamarca. Del fabuloso rescate de dicho Inca le correspondió 362 marcos de plata y 8.380 pesos de oro. 
Posteriormente, acompañó a Pizarro en la marcha al Cuzco y en la toma de dicha ciudad. Consta que el 27 de junio de 1534 estaba en Jauja, como regidor del Cabildo, ocasión en la que firmó un requerimiento al gobernador Pizarro para que efectúe el repartimiento de la tierra. Sin embargo, no quiso permanecer más tiempo en el Perú y retornó con su botín a Panamá, donde figura como estante en septiembre del mismo año. Por entonces firmó como testigo en la probanza de Luis Maza, su viejo camarada de armas de la conquista de Nicaragua. Se alistaba entonces para embarcarse de regreso a España. Por mediano de 1535 aparece en Madrid reclamando su parte del botín que trajo del Perú, en el conocido "oro de Portugal". 
Por el año 1545 aparece como vecino de Puerto Viejo y se ve involucrado con la huida del Virrey Blasco Nuñez Vela. Por esta actitud es hecho prisionero por Francisco de Carvajal(El demonio de los Andes), mano derecha de Gonzalo Pizarro. Aunque Francisco López de Gómara, dice que fue asesinado. Así mismo, en agosto de 1548 aparece su nombre como titular de una Encomienda en Meti, Guayaquil, dada por el presidente de la Real Audiencia del Lima, Don Pedro de la Gasca en el "Reparto de Guaynarima". Trece años después, en 1561 aparece un menor de edad, homónimo, vecino de  Puerto Viejo, como Comendador de Metí, por merced de Don Pedro de la Gasca y posteriormente por Don Andrés Hurtado de Mendoza y Cabrera, III Marqués de Cañete y Presidente de la Real Audiencia de Lima. En adelante, su nombre no vuelve a aparecer en ninguna de las crónicas y documentos de la época. Es probable que cumpliera su deseo de volver a su natal Benavente para disfrutar de su fortuna. Últimamente es nombrado en los Documentos Miccinelli, ya que dejó sus memorias: Lo que realmente sucedió en Cajamarca. Afirmando lo mismo que el conquistador y compañero suyo, Francisco de Chaves, remitiera carta a su Majestad, las atrocidades cometidas por Pizarro.